# Reinhard Winterauer
Reinhard Winterauer (* 1. August 1947 in Bad Goisern) ist ein oberösterreichischer sozialdemokratischer Politiker. Er ist verheiratet und hat mit seiner Frau Irmgard zwei Töchter und zwei Söhne.

## Ausbildung und berufliche Tätigkeit
Nach der Volks- und Hauptschule in Bad Goisern besuchte er drei Jahre lang die HTL Salzburg, Fachschule für Elektrotechnik. Im Jahr 1970 legte er die Unternehmer- und Konzessionsprüfung für Elektro- und Blitzschutztechnik ab. Er arbeitete von 1964 bis 1970 als Betriebselektriker und von 1980 bis 1983 als Technischer Angestellter im Elektrodenwerk Steeg.

## Politische Tätigkeit
Im Jahr 1973 wurde Winterauer Gemeinderat von Bad Goisern und 1979 Fraktionsobmann.
Von April 1983 bis Oktober 2001 hatte Winterauer das Amt des Bürgermeisters von Bad Goisern inne und war anschließend von November 2002 bis 31. Jänner 2007 Landesgeschäftsführer der SPÖ Oberösterreichs. Von 2003 bis zum 1. Februar 2007 war er Abgeordneter im Landtag von Oberösterreich. Ab 1. Februar 2007 war Winterauer, gemeinsam mit Josef Kalina Bundesgeschäftsführer der SPÖ. Nach der parteiinternen Debatte um Alfred Gusenbauer sowie sinkende Umfragewerte der SPÖ kündigte das SPÖ-Parteipräsidium am 16. Juni 2008 an, Winterauer und Kalina durch Doris Bures zu ersetzen.
Winterauer war vom 1. Februar 2007 bis 22. Oktober 2009 Mitglied des Bundesrates. Er war der Nachfolger für den damals mit 31. Jänner 2007 ausgeschiedenen Bundesrat Ewald Lindinger.